# Segnaletica stradale in Lussemburgo
I segnali stradali in Lussemburgo sono regolati dal Codice della strada lussemburghese, Loi du 14 février 1955 e successive modifiche; sono suddivisi in nove categorie (tipi) in base alla funzione e non sono ammesse, per ogni segnale, altre icone o specificazioni se non quelle appositamente indicate.
Se vi è del testo nei segnali, questo è in lingua francese (tranne il segnale di fermarsi e dare la precedenza riportante la scritta "STOP" in inglese).

## Segnali di avvertimento del pericolo
I segnali pericolo hanno forma triangolare con bordo rosso e sfondo bianco.
| Segnale lussemburghese | Significato                                                    | Spiegazione |
|                        | Curva pericolosa a sinistra                                    | Presegnala un tratto di strada non rettilineo pericoloso per la limitata visibilità o per caratteristiche del tracciato (curva stretta a sinistra).    |
|                        | Curva pericolosa a destra                                      | Presegnala un tratto di strada non rettilineo pericoloso per la limitata visibilità o per caratteristiche del tracciato (curva stretta a destra).      |
|                        | Doppia curva pericolosa, la prima a sinistra                   | Presegnala una doppia curva (o una serie di curve pericolose) di cui la prima a sinistra.                                                              |
|                        | Doppia curva pericolosa, la prima a destra                     | Presegnala una doppia curva (o una serie di curve pericolose) di cui la prima a destra.                                                                |
|                        | Discesa pericolosa                                             | Presegnala un tratto di strada in discesa secondo il senso di marcia. La pendenza è espressa in percentuale.                                           |
|                        | Salita ripida                                                  | Presegnala un tratto di strada in forte salita secondo il senso di marcia. La pendenza è espressa in percentuale.                                      |
|                        | Restringimento della carreggiata su entrambi lati              | Segnala un restringimento pericoloso della carreggiata su entrambi i lati.                                                                             |
|                        | Restringimento della carreggiata sul lato destro               | Segnala un restringimento pericoloso della carreggiata posto sul lato destro.                                                                          |
|                        | Restringimento della carreggiata sul lato sinistro             | Segnala un restringimento pericoloso della carreggiata posto sul lato sinistro.                                                                        |
|                        | Argine o molo                                                  | Presegnala il pericolo di caduta in acqua. |
|                        | Profilo irregolare-strada deformata                            | Segnala un tratto di strada in cattivo stato o con pavimentazione irregolare.                                                                          |
|                        | Profilo irregolare-dosso artificiale o dosso a schiena d'asino | Segnala un dosso artificiale od un dosso a schiena d'asino.                                                                                            |
|                        | Profilo irregolare-cunetta                                     | Segnala una cunetta. |
|                        | Carreggiata sdrucciolevole                                     | Presegnala un tratto di strada che in particolari condizioni climatiche od ambientali può diventare sdrucciolevole.                                    |
|                        | Proiezione di ghiaia                                           | Presegnala la presenza di pietrisco, di materiale minuto o granaglia che può essere proiettato a distanza o scagliato in aria dai veicoli in transito. |
|                        | Caduta massi                                                   | Presegnala il pericolo di caduta massi dalla parete rocciosa soprastante con possibile presenza di pietre sulla carreggiata.                           |
|                        | Avvicinamento ad un attraversamento pedonale                   | Segnala l'avviciarsi di un passaggio pedonale segnalato sulla carreggiata.                                                                             |
|                        | Avvicinamento ad un attraversamento pedonale e ciclabile       | Segnala l'avviciarsi di un passaggio pedonale e ciclabile segnalato sulla carreggiata.                                                                 |
|                        | Avvicinamento ad un attraversamento ciclabile                  | Presegnala attraversamento di ciclisti contraddistinto da appositi segni sulla carreggiata o un luogo dove i ciclisti si immettono sulla carreggiata.  |
|                        | Bambini                                                        | Segnala luoghi frequentati da bambini, come le scuole, i giardini pubblici, i campi di gioco e simili.                                                 |
|                        | Passaggio di animali                                           | Presegnala un tratto di strada con probabile improvvisa presenza od attraversamento di animali.                                                        |
|                        | Lavori                                                         | Presegnala cantieri di lavori in corso, depositi temporanei di materiale, presenza di macchinari adibiti ai lavori stradali.                           |
|                        | Segnali luminosi                                               | Presegnala un impianto semaforico. |
|                        | Visibilità ridotta                                             | Presegnala un tratto di strada che può essere soggetto a ridotta visibilità a causa di particolari condizioni atmosferiche o per altri motivi.         |
|                        | Vento laterale                                                 | Presegnala la possibilità di forti raffiche di vento laterale.                                                                                         |
|                        | Doppio senso di circolazione                                   | Segnala un tratto di strada che da un senso unico di marcia diventa a doppio senso.                                                                    |
|                        | Coda                                                           | Segnala un tratto di strada che può essere interessato da forti rallentamenti o code.                                                                  |
|                        | Ostruzione della carreggiata                                   | Segnala un tratto di strada ostruito da incidente o altri motivi.                                                                                      |
|                        | Altri pericoli                                                 | Segnala un pericolo diverso da quelli indicati negli altri segnali di pericolo.                                                                        |
|                        | Intersezione con strada che non ha priorità                    | Presegnala un incrocio con una strada di minore importanza in cui si ha la precedenza sui veicoli provenienti sia da destra che da sinistra.           |
|                        | Intersezione con strada che non ha priorità da sinistra        | Presegnala un incrocio con una strada di minore importanza in cui si ha la precedenza sui veicoli provenienti da sinistra.                             |
|                        | Intersezione con strada che non ha priorità da destra          | Presegnala un incrocio con una strada di minore importanza in cui si ha la precedenza sui veicoli provenienti da destra.                               |
|                        | Confluenza da sinistra                                         | Presegnala una confluenza con una strada di minore importanza in cui si ha la precedenza sui veicoli provenienti da sinistra.                          |
|                        | Confluenza da destra                                           | Presegnala una confluenza con una strada di minore importanza in cui si ha la precedenza sui veicoli provenienti da destra.                            |
|                        | Intersezione con precedenza a destra                           | Presegnala un incrocio in cui vige la regola generale di dare la precedenza a destra.                                                                  |
|                        | Intersezione con circolazione rotatoria                        | Preavvisa la presenza di un incrocio in cui è necessario circolare in direzione antioraria (rotatoria).                                                |
|                        | Passaggio a livello con barriere                               | Segnala un passaggio a livello con barriere o semibarriere ed è integrato con il pannello distanziometrico a tre barre rosse.                          |
|                        | Passaggio a livello senza barriere                             | Segnala un passaggio a livello senza barriere o semibarriere ed è integrato con il pannello distanziometrico a tre barre rosse.                        |
|                        | Segnali di distanza da un passaggio a livello                  | Indica la distanza al passaggio a livello e sono posti rispettivamente a 3/3, 2/3 ed 1/3 dal passaggio a livello.                                      |
|                        | Tranvia                                                        | Segnala attraversamento tranviario. |
|                        | Avvicinamento ad una fermata di autobus                        | Segnala una fermata di autobus. |

## Segnali di precedenza
| Segnale lussemburghese | Significato                                                           | Spiegazione |
|                        | Dare precedenza                                                       | Prescrive un incrocio in cui è necessario dare precedenza in corrispondenza della linea orizzontale. |
|                        | Fermarsi e dare la precedenza                                         | Prescrive l'obbligo di arrestarsi in ogni caso in corrispondenza della striscia trasversale di arresto ad un incrocio e di dare precedenza ai veicoli che circolano sulla strada che si incrocia. Tale segnale può essere utilizzato anche in corrispondenza dei passaggi a livello senza barriere. |
|                        | Strada con diritto di precedenza                                      | Indica l'inizio di una strada il cui traffico ha diritto di precedenza. |
|                        | Fine della strada con diritto di precedenza                           | Indica la fine di una strada il cui traffico ha diritto di precedenza. |
|                        | Andamento della strada principale                                     | Posto sotto ai segnali di precedenza indica quale sia l'andamento della strada che gode del diritto di precedenza (rappresentata dal tratto più spesso). |
|                        | Passaggio stretto. Precedenza ai veicoli provenienti in senso inverso | Prescrive di dare precedenza ai veicoli provenienti in direzione opposta in una strada a doppio senso che consente il passaggio di una sola fila di veicoli. |
|                        | Passaggio stretto. Precedenza rispetto al traffico inverso            | Indica la precedenza rispetto ai veicoli provenienti in direzione opposta in una strada a doppio senso che consente il passaggio di una sola fila di veicoli. |
|                        | Croce di sant'Andrea (ferrovia ad un binario)                         | Indica, in corrispondenza di un passaggio a livello con un solo binario non avente né barriere né semibarriere né luci rossi lampeggianti, che bisogna dare la precedenza ai veicoli su rotaia. |
|                        | Croce di sant'Andrea (ferrovia a più di un binario)                   | Indica, in corrispondenza di un passaggio a livello con più di un binario non avente né barriere né semibarriere né luci rossi lampeggianti, che bisogna dare la precedenza ai veicoli su rotaia.                                                                                                   |

## Segnali di divieto e di restrizione
I segnali di divieto in Lussemburgo sono rotondi con sfondo bianco.
| Segnale lussemburghese | Significato                                                                                  | Spiegazione | |
|                        | Divieto di accesso                                                                           | Vieta di entrare in una strada accessibile invece in un altro senso. | |
|                        | Divieto di transito                                                                          | Vieta a tutti i veicoli di entrare in una strada, eccezion fatta per i residenti ed i negozianti di quella strada.                                                                                        | |
|                        | Divieto di transito assoluto                                                                 | Vieta a tutti i veicoli di entrare in una strada. | |
|                        | Divieto di circolazione ai veicoli a motore con più di due ruote                             | Vieta il transito a tutti i veicoli a motore con più di due ruote. | |
|                        | Divieto di circolazione per i motocicli                                                      | Vieta il transito a tutti i veicoli ai motocicli. | |
|                        | Divieto di circolazione alle biciclette                                                      | Vieta il transito alle biciclette. | |
|                        | Divieto di circolazione per i ciclomotori                                                    | Vieta il transito ai ciclomotori. | |
|                        | Divieto di circolazione per i mezzi destinati al trasporto merci                             | Vieta il transito ai veicoli da trasporto non adibiti al trasporto di persone. | |
|                        | Divieto di circolazione per i mezzi destinati al trasporto merci con rimorchio               | Vieta il transito ai veicoli da trasporto non adibiti al trasporto di persone dotati di rimorchio. | |
|                        | Divieto di circolazione per i rimorchi                                                       | Vieta il transito ai rimorchi. | |
|                        | Accesso vietato ai pedoni                                                                    | Vieta il transito ai pedoni. | |
|                        | Accesso vietato ai veicoli a trazione animale                                                | Vieta il transito ai veicoli a trazione animale. | |
|                        | Divieto di circolazione per i veicoli a braccia                                              | Vieta il transito a tutti i veicoli a braccia. | |
|                        | Accesso vietato ai mezzi agricoli                                                            | Vieta il transito ai mezzi agricoli. | |
|                        | Divieto di circolazione per i veicoli che trasportano esplosivi                              | Vieta il transito ai veicoli che trasportano merci esplosive. | |
|                        | Divieto di circolazione per i veicoli che trasportano merci che possono contaminare le acque | Vieta il transito ai veicoli che trasportano merci che possono contaminare le acque. | |
|                        | Divieto di circolazione per i veicoli che trasportano merci pericolose                       | Vieta il transito ai veicoli che trasportano merci pericolose, come esplosivi, benzina, materie tossiche o radioattive.                                                                                   | |
|                        | Divieto di transito alle 2 categorie di mezzi indicate                                       | Vieta il transito alle categorie indicate nel segnale. | |
|                        | Divieto di transito alle 3 categorie di mezzi indicate                                       | Vieta il transito alle categorie indicate nel segnale. | |
|                        | Larghezza massima                                                                            | Vieta il transito ai veicoli aventi larghezza superiore a quella indicata in metri. | |
|                        | Altezza massima                                                                              | Vieta il transito ai veicoli aventi altezza superiore a quella indicata in metri. | |
|                        | Peso massimo                                                                                 | Vieta il transito ai veicoli aventi massa superiore a quella indicata in tonnellate al momento del transito.                                                                                              | |
|                        | Peso massimo per asse                                                                        | Vieta il transito ai veicoli aventi peso per asse superiore a quello indicato in tonnellate al momento del transito.                                                                                      | |
|                        | Lunghezza massima                                                                            | Vieta il transito ai veicoli od ai complessi di veicoli di lunghezza superiore alla lunghezza indicata in metri.                                                                                          | |
|                        | Distanza minima                                                                              | Vieta di seguire il veicolo che precede ad una distanza inferiore a quella indicata in metri. | |
|                        | Divieto di svoltare a sinistra                                                               | Vieta di svoltare a sinistra al prossimo incrocio. | |
|                        | Divieto di svoltare a destra                                                                 | Vieta di svoltare a destra al prossimo incrocio. | |
|                        | Divieto d'inversione                                                                         | Vieta di effettuare un'inversione di marcia. | |
|                        | Divieto di sorpasso                                                                          | Vieta di sorpassare i veicoli a motore con due o più ruote. | |
|                        | Divieto di sorpasso per gli autocarri                                                        | Indica il divieto a tutti i veicoli, non adibiti al trasporto di persone, di massa a pieno carico superiore a 3,5 t di sorpassare i veicoli a motore.                                                     | |
|                        | Velocità massima                                                                             | Indica la velocità massima in chilometri orari alla quale i veicoli possono procedere immediatamente dopo il segnale.                                                                                     | |
|                        | Divieto di segnalazioni acustiche                                                            | Vieta le segnalazioni acustiche. | |
|                        | Dogana                                                                                       | Indica l'obbligo di fermarsi alla dogana per espletare le formalità necessarie. Il testo contenuto nel segnale può essere diverso qualora si voglia indicare un obbligo di arresto per altre motivazioni. | |
|                        | Fine dei limiti precedenti                                                                   | Indica la fine dei divieti locali precedentemente imposti e ripristina il consueto limite di velocità relativo alla strada percorsa.                                                                      | |
|                        | Fine della velocità massima                                                                  | Indica la fine del limite sulla velocità massima alla quale i veicoli possono procedere e ripristina il consueto limite di velocità relativo alla strada percorsa.                                        | |
|                        | Fine divieto di sorpasso                                                                     | Indica la fine del divieto a tutti i veicoli di sorpassare i veicoli a motore diversi dai motocicli e dai ciclomotori.                                                                                    | |
| [[File:L               | 100px]]                                                                                      | Fine del divieto di sorpasso per gli autocarri | Indica la fine del divieto a tutti i veicoli non adibiti al trasporto di persone di massa a pieno carico oltre 3,5 t di sorpassare i veicoli a motore. |

## Segnali di obbligo
I segnali di obbligo in Lussemburgo sono rotondi con sfondo blu ed indicazioni bianche.
| Segnale lussemburghese | Significato                                                                           | Spiegazione |
|                        | Direzione obbligatoria a sinistra                                                     | Indica che la sola direzione consentita al conducente è quella di andare a sinistra. |
|                        | Direzione obbligatoria dritto                                                         | Indica che la sola direzione consentita al conducente è quella di andare dritta. |
|                        | Preavviso di direzione obbligatoria a destra                                          | Preavvisa che la sola direzione consentita al conducente è quella di andare a destra. |
|                        | Circolare diritto o svoltare a destra                                                 | Direzioni consentite a dritto ed a destra. |
|                        | Passaggio obbligatorio a destra                                                       | Obbliga i conducenti a passare a destra dell'ostacolo come un cantiere, uno spartitraffico, un salvagente o un'isola di traffico.                                                               |
|                        | Intersezione con percorso rotatorio obbligato                                         | Indica ai conducenti l'obbligo di circolare nel verso antiorario indicato dalle frecce attorno all'area di rotazione. È posto subito prima di una piazza dove si svolge circolazione rotatoria. |
|                        | Pista ciclabile                                                                       | Indica l'inizio di un percorso riservato alle biciclette. |
|                        | Fine della pista ciclabile                                                            | Indica la fine del percorso riservato alle biciclette. |
|                        | Percorso pedonale                                                                     | Indica un percorso riservato ai pedoni. |
|                        | Parte della carreggiata riservata alla circolazione di biciclette e pedoni            | Indica l'inizio di un percorso ciclabile contiguo al marciapiede. |
|                        | Percorso misto pedonale e ciclabile                                                   | Indica l'inizio di un percorso riservato ai pedoni ed alle biciclette. |
|                        | Fine del percorso pedonale                                                            | Indica la fine del percorso riservato ai pedoni. |
|                        | Fine della parte della carreggiata riservata alla circolazione di biciclette e pedoni | Indica la fine del percorso ciclabile contiguo al marciapiede. |
|                        | Fine del percorso misto pedonale e ciclabile                                          | Indica la fine del percorso riservato ai pedoni ed alle biciclette. |
|                        | Strada per animali da sella                                                           | Indica l'inizio di un percorso riservato agli animali da sella. |
|                        | Fine strada per animali da sella                                                      | Indica la fine del percorso riservato agli animali da sella. |
|                        | Velocità minima                                                                       | Indica l'inizio di un tratto di strada con un limite minimo di velocità indicato in km/h. |
|                        | Fine velocità minima                                                                  | Indica la fine del tratto di strada con un limite minimo di velocità indicato in km/h. |
|                        | Obbligo di catene o pneumatici da neve                                                | Indica l'inizio di un tratto di strada soggetto all'obbligo di catene o pneumatici da neve montati.                                                                                             |
|                        | Fine obbligo di catene o pneumatici da neve                                           | Indica la fine del tratto di strada soggetto all'obbligo di catene o pneumatici da neve montati.                                                                                                |
|                        | Corsia riservata agli autobus                                                         | Indica l'inizio di una corsia riservata al transito degli autobus di linea. |
|                        | Fine corsia riservata agli autobus                                                    | Indica la fine della corsia riservata al transito degli autobus di linea. |
|                        | Corsia riservata ai tram                                                              | Indica l'inizio di una corsia riservata al transito dei tram. |
|                        | Fine corsia riservata ai tram                                                         | Indica la fine della corsia riservata al transito dei tram. |

## Segnali di indicazione
| Segnale lussemburghese | Significato                                                              | Spiegazione |
|                        | Presegnalazione di direzioni su strada extraurbana                       | Indica le direzioni raggiungibili al prossimo incrocio su strada extraurbana.                                                                         |
|                        | Presegnalazione di direzioni su strada extraurbana con rotatoria         | Indica le direzioni raggiungibili al prossimo incrocio lungo una strada extraurbana con rotatoria.                                                    |
|                        | Cartello indicatore su strada extraurbana                                | Indica le direzioni raggiungibili al prossimo incrocio lungo una strada extraurbana principale.                                                       |
|                        | Cartello indicatore per autostrada                                       | Indica le direzioni raggiungibili al prossimo incrocio con direzione verso un'autostrada.                                                             |
|                        | Cartello indicatore in centri abitati                                    | Indica le direzioni raggiungibili al prossimo incrocio in centri abitati.                                                                             |
|                        | Presegnalazione di direzioni su autostrada                               | Indica le direzioni raggiungibili al prossimo incrocio lungo un'autostrada.                                                                           |
|                        | Presegnalazione di direzioni su strada extraurbana principale            | Indica le direzioni raggiungibili al prossimo incrocio lungo una strada extraurbana principale.                                                       |
|                        | Preavviso di strada senza uscita                                         | Indica una strada senza uscita per tutti i veicoli a destra del prossimo incrocio.                                                                    |
|                        | Guida dell'incrocio                                                      | Indica la modalità di svolta a sinistra al prossimo incrocio.                                                                                         |
|                        | Cartello indicatore su strada extraurbana                                | Indica le direzioni raggiungibili all'incrocio su cui è posto lungo una strada extraurbana principale.                                                |
|                        | Cartello indicatore per autostrada                                       | Indica le direzioni raggiungibili all'incrocio su cui è posto con direzione verso un'autostrada.                                                      |
|                        | Cartello indicatore in centri abitati                                    | Indica le direzioni raggiungibili all'incrocio su cui è posto in centri abitati.                                                                      |
|                        | Cartello indicatore per percorso ciclistico                              | Indica le direzioni raggiungibili lungo un percorso ciclistico.                                                                                       |
|                        | Cartello indicatore per percorso ciclistico                              | Indica le direzioni raggiungibili lungo un percorso ciclistico.                                                                                       |
|                        | Cartello indicatore per percorso ciclistico verso mete turistiche        | Indica le direzioni turistiche raggiungibili lungo un percorso ciclistico.                                                                            |
|                        | Cartello indicatore per percorso ciclistico                              | Indica le direzioni raggiungibili lungo un percorso ciclistico.                                                                                       |
|                        | Presegnalazione di direzioni a ponte lungo autostrada                    | Indica le direzioni raggiungibili al prossimo incrocio lungo una strada e posto a scavalco sopra la carreggiata di un'autostrada.                     |
|                        | Presegnalazione di direzioni a ponte lungo strada extraurbana principale | Indica le direzioni raggiungibili al prossimo incrocio lungo una strada e posto a scavalco sopra la carreggiata di una strada extraurbana principale. |
|                        | Inizio del comune                                                        | Indica l'inizio di un centro abitato. |
|                        | Fine del comune                                                          | Indica la fine di un centro abitato e l'indicazione del prossimo centro abitato.                                                                      |
|                        | Inizio del comune lungo una pista ciclabile                              | Indica l'inizio di un centro abitato lungo una pista ciclabile.                                                                                       |
|                        | Fine del comune lungo una pista ciclabile                                | Indica la fine di un centro abitato e l'indicazione del prossimo centro abitato lungo una pista ciclabile.                                            |
|                        | Segnale di conferma autostradale                                         | Indica le prossime città raggiungibili percorrendo l'autostrada su cui è installato.                                                                  |
|                        | Segnale di conferma                                                      | Indica le prossime città raggiungibili percorrendo la strada su cui è installato.                                                                     |
|                        | Passaggio pedonale                                                       | Indica un attraversamento pedonale non regolato da semaforo e non in corrispondenza di un incrocio stradale.                                          |
|                        | Passaggio pedonale e ciclabile                                           | Indica un attraversamento pedonale e ciclabile non regolato da semaforo e non in corrispondenza di un incrocio stradale.                              |
|                        | Sottopassaggio pedonale                                                  | Indica un sottopassaggio pedonale. |
|                        | Ospedale                                                                 | Indica la presenza di un ospedale. |
|                        | Pronto soccorso                                                          | Indica la presenza di un pronto soccorso. |
|                        | Senso unico                                                              | Segnalano il termine del doppio senso di circolazione all'interno di una carreggiata.                                                                 |
|                        | Strada senza uscita                                                      | Indica una strada senza uscita per tutti i veicoli.                                                                                                   |
|                        | Inizio autostrada                                                        | Indica l'inizio di un'autostrada o di un raccordo che conduce ad un'autostrada.                                                                       |
|                        | Fine dell'autostrada                                                     | Indica la fine di un'autostrada. |
|                        | Strada riservata ai veicoli a motore                                     | Indica l'inizio di una strada riservata ai veicoli a motore.                                                                                          |
|                        | Fine strada riservata ai veicoli a motore                                | Indica la fine di una strada riservata ai veicoli a motore.                                                                                           |
|                        | Fermata di autobus                                                       | Indica una fermata di autobus; deve essere ripetuto anche dietro al segnale.                                                                          |
|                        | Fermata di tram                                                          | Indica una fermata di tram; deve essere ripetuto anche dietro al segnale.                                                                             |
|                        | Corsia per veicoli lenti                                                 | Indica l'inizio di una corsia per veicoli lenti. |
|                        | Controllori di attraversamento                                           | Indica la presenza di un passaggio pedonale in prossimità di una scuola che può essere regolato da controllori di attraversamento (nonni vigile).     |
|                        | Spegnimento dell'illuminazione pubblica                                  | Indica che l'illuminazione pubblica si spegne durante la notte, e l'ora di spegnimento può essere indicata nel segnale.                               |
|                        | Numero autostrada                                                        | Identifica un'autostrada. |
|                        | Numero strada europea                                                    | Identifica una strada europea. |
|                        | Numero strada statale                                                    | Identifica una strada statale. |
|                        | Numero strada locale                                                     | Identifica una strada locale. |
|                        | Deviazione                                                               | Indica una deviazione lungo la strada che si sta percorrendo.                                                                                         |
|                        | Deviazione                                                               | Indica una deviazione lungo la strada che si sta percorrendo.                                                                                         |
|                        | Preavviso di deviazione                                                  | Preavvisa una deviazione lungo la strada che si sta percorrendo.                                                                                      |
|                        | Delimitatori di curva                                                    | Indicano l'angolatura di una curva. |
|                        | Delimitatori di curva provvisori                                         | Indicano l'angolatura di una curva provvisoria. |
|                        | Zona residenziale                                                        | Indica l'inizio di una zona residenziale. |
|                        | Fine della zona residenziale                                             | Indica la fine di una zona residenziale. |
|                        | Zona di incontro                                                         | Indica l'inizio di una zona di incontro. |
|                        | Fine zona di incontro                                                    | Indica la fine della zona di incontro. |
|                        | Zona pedonale                                                            | Indica l'inizio di una zona pedonale. |
|                        | Fine della zona pedonale                                                 | Indica la fine della zona pedonale. |
|                        | Galleria                                                                 | Indica l'inizio di una galleria e la lunghezza in quelle più lunghe di 1000 metri tramite un pannello aggiuntivo di estesa.                           |
|                        | Fine galleria                                                            | Indica la fine della galleria. |
|                        | Piazzuola di fermata per veicoli in panne                                | Indica una piazzola dove è consentita la fermata di veicoli in panne.                                                                                 |
|                        | Estintore                                                                | Indica la presenza di un estintore. |
|                        | Telefono di emergenza                                                    | Indica un telefono pubblico per chiamate di emergenza.                                                                                                |
|                        | Uscita di emergenza                                                      | Indica un'uscita di emergenza in una galleria. |
|                        | Direzione e distanza per l'uscita di emergenza                           | Indica la distanza e la direzione per la più vicina uscita di emergenza.                                                                              |
|                        | Riparazioni                                                              | Indica la presenza di un'officina di riparazioni. |
|                        | Rifornimento                                                             | Indica la presenza di un posto di rifornimento. |
|                        | Albergo o motel                                                          | Indica la presenza di un albergo o un motel. |
|                        | Ristorante                                                               | Indica la presenza di un ristorante. |
|                        | Bar                                                                      | Indica la presenza di un bar. |
|                        | Posto per pic-nic                                                        | Indica un'area attrezzata per il picnic. |
|                        | Partenza per percorsi escursionistici                                    | Indica un'area di partenza per percorsi escursionisti.                                                                                                |
|                        | Campeggio                                                                | Indica un campeggio. |
|                        | Terreno per roulotte                                                     | Indica un terreno per la sosta di roulotte o motorhome.                                                                                               |
|                        | Campeggio o terreno per roulotte                                         | Indica un campeggio od un terreno per la sosta di roulotte o motorhome.                                                                               |
|                        | Ostello della gioventù                                                   | Indica la presenza di un ostello della gioventù. |
|                        | Segnale di inizio località                                               | Indica l'inizio di una località. |
|                        | Segnale di fine località                                                 | Indica la fine di una località. |
|                        | Parcheggio in parte sul marciapiede o sulla banchina                     | Indica un parcheggio autorizzato in parte sulla banchina o sul marciapiede ed in parte lungo la carreggiata.                                          |
|                        | Banchina non transitabile                                                | Indica che la banchina lungo il bordo della carreggiata non è transitabile.                                                                           |
|                        | Corsia di fuga                                                           | Indica l'esistenza di una corsia di fuga i cui si possono fermare i veicoli con freni in avaria.                                                      |
|                        | Inizio velocità consigliata                                              | Indica l'inizio di un tratto di strada con velocità consigliata pari a quella indicata.                                                               |
|                        | Fine velocità consigliata                                                | Indica la fine del tratto di strada con velocità consigliata pari a quella indicata.                                                                  |
|                        | Limiti generali di velocità                                              | Indica i limiti di velocità generali in vigore nel Paese; è posto in prossimità delle frontiere nazionali o degli aeroporti internazionali.           |

## Segnali di arresto, sosta e parcheggio
| Segnale lussemburghese | Significato                                           | Spiegazione |
|                        | Divieto di sosta                                      | Vieta la sosta, fermata prolungata (parcheggio) ai veicoli, in quei luoghi dove per regola generale non vige tale divieto.                                              |
|                        | Divieto di fermata                                    | Vieta la sosta e la fermata o qualsiasi temporanea sospensione della marcia ai veicoli.                                                                                 |
|                        | Divieto di sosta nei primi quindici giorni del mese   | Vieta la sosta, fermata prolungata (parcheggio) ai veicoli, in quei luoghi dove per regola generale non vige tale divieto soltanto nei primi 15 giorni di ogni mese.    |
|                        | Divieto di sosta nei secondi quindici giorni del mese | Vieta la sosta, fermata prolungata (parcheggio) ai veicoli, in quei luoghi dove per regola generale non vige tale divieto soltanto negli ultimi 15 giorni di ogni mese. |
|                        | Parcheggio                                            | Indica un parcheggio autorizzato. Consente la sosta a tempo indeterminato salvo indicazioni differenti.                                                                 |
|                        | Parcheggio coperto                                    | Indica un parcheggio autorizzato al coperto. Consente la sosta a tempo indeterminato salvo indicazioni differenti.                                                      |
|                        | Parcheggio di interscambio                            | Indica un parcheggio di interscambio coi mezzi pubblici. |
|                        | Parcheggio di interscambio con autobus                | Indica un parcheggio di interscambio con autobus. |
|                        | Parcheggio di interscambio con treno                  | Indica un parcheggio di interscambio con una linea di treni. |
|                        | Parcheggio di interscambio con metropolitana          | Indica un parcheggio di interscambio con una linea di metropolitana. |

## Segnali di corsia
| Segnale lussemburghese | Significato                                  | Spiegazione                                                                                             |
|                        | Corsia con pericolo                          | Indica una corsia con un pericolo.                                                                      |
|                        | Corsia con limitazione                       | Indica una corsia con una limitazione.                                                                  |
|                        | Corsia con limitazione                       | Indicano una corsia con una limitazione.                                                                |
|                        | Corsia con obbligo                           | Indicano una corsia con un obbligo.                                                                     |
|                        | Corsia con indicazione                       | Indica una corsia con una indicazione.                                                                  |
|                        | Utilizzo delle corsie in un incrocio         | Indica la canalizzazione che si ha nel prossimo incrocio.                                               |
|                        | Preavviso di deviazione lungo la carreggiata | Indica una deviazione luno il percorso della carreggiata a causa di lavori.                             |
|                        | Corsia chiusa per lavori                     | Indica una chiusura di una carreggiata a causa di lavori e l'immissione obbligatoria in quella opposta. |

## Segnali a validità zonale
| Segnale lussemburghese | Significato                                   | Spiegazione                                                                    |
|                        | Zona a velocità limitata                      | Indica una zona in cui la velocità è limitata a 30 km/h.                       |
|                        | Zona a transito limitato e sosta vietata      | Indica una zona in cui il transito è limitato e la sosta vietata.              |
|                        | Zona a sosta regolamentata                    | Indica una zona in cui la sosta è regolamentata.                               |
|                        | Fine della zona a velocità limitata           | Indica la fine della zona in cui la velocità è limitata a 30 km/h.             |
|                        | Fine zona a transito limitato e sosta vietata | Indica la fine della zona in cui il transito è limitato e la sosta vietata.    |
|                        | Fine zona a sosta regolamentata               | Indica la fine della zona in cui la sosta è regolamentata.                     |
|                        | Autostazione con fermata di bus               | Indica un'autostazione con corrispondente fermata di autobus.                  |
|                        | Autostazione con fermata di tram              | Indica un'autostazione con corrispondente fermata di tram.                     |
|                        | Autostazione con fermata di bus e tram        | Indica un'autostazione con corrispondente fermata di autobus e tram.           |
|                        | Fine autostazione con fermata di bus          | Indica la fine dell'autostazione con corrispondente fermata di autobus.        |
|                        | Fine autostazione con fermata di tram         | Indica la fine dell'autostazione con corrispondente fermata di tram.           |
|                        | Fine autostazione con fermata di bus e tram   | Indica la fine dell'autostazione con corrispondente fermata di autobus e tram. |

## Pannelli integrativi
|  | Mezzi leggeri                | Indica che la prescrizione è riservata ai mezzi sotto le 3,5 tonnellate.                                                                  |
|  | Mezzi pesanti                | Indica che la prescrizione è riservata ai mezzi oltre le 3,5 tonnellate.                                                                  |
|  | Caravan                      | Indica che la prescrizione è riservata ai caravan.                                                                                        |
|  | Distanza                     | Indica la distanza alla prescrizione indicata.                                                                                            |
|  | Distanza allo STOP           | Indica la distanza al segnale di fermarsi e dare precedenza.                                                                              |
|  | Estesa                       | Indica per quanti metri o chilometri è valida la prescrizione indicata.                                                                   |
|  | Estesa laterale              | Indica per quanti metri a destra o a sinistra il segnale a cui si riferisce è valido.                                                     |
|  | Continua                     | Indicano la continuazione di una prescrizione.                                                                                            |
|  | Fine                         | Indicano la fine di una prescrizione. |
|  | Corsia di destra             | Indica che il segnale sopra il pannello integrativo si riferisce alla corsia a destra di uno spartitraffico o di un'isola salvagente.     |
|  | Validità della sosta         | Indicano per quanto tempo ed in che orari è consentita la sosta.                                                                          |
|  | Eccezioni                    | Indicano le categorie di veicoli a cui è consentito ciò che invece è vietato alle altre dal segnale soprastante.                          |
|  | Doppio senso di circolazione | Indicano che le categorie di veicoli indicate possono circolare a doppio senso anche se la strada su cui sono installati è a senso unico. |
|  | Limitazione della sosta      | Indicano la limitazione la sosta (es. sosta con disco orario).                                                                            |
|  | Neve o ghiaccio              | Indica che la prescrizione od il pericolo indicati sono validi in presenza di neve o ghiaccio sulla carreggiata.                          |
|  | Scuolabus                    | Indica che la fermata di autobus è destinata allo scuolabus.                                                                              |